# Візит Юн Сок Йоля в Україну 2023 року
25 липня 2023 року президент Юн Сок Йоль відвідав Україну після візиту до Литви та Польщі на саміт НАТО. Він відвідав Бучу та Ірпінь, міста поблизу столиці, що постраждали від російської окупації. Він поклав квіти до пам’ятника меморіалу загиблим, що знаходиться біля Церква Святого Апостола Андрія Первозваного.

## Передумови
Південна Корея, ключовий союзник США в Азії, брала активну участь у міжнародних санкціях проти Росії та надавала Україні гуманітарну та фінансову підтримку. Однак Південна Корея, дев’ятий у світі експортер зброї, не постачала Україні зброю відповідно до старої політики непостачання зброї в зони конфлікту.
Запрошений на саміт, на фоні підтримки Китаєм Росії та геополітичних проблем у регіоні, президент Юн Сок Йоль відвідав саміт AP4 НАТО в Литві. Тоді він відвідав Польщу, провів зустріч з президентом Анджеєм Дудою та висловив свою солідарність з Україною проти вторгнення Росії.
На той момент уже всі лідери G7 вже відвідали Україну та провели саміт із президентом Володимиром Зеленським. Юн Сок Йоль вирішує відвідати Україну, тому що цінує дипломатію як світову опору державності.

## Підсумок зустрічі
Після саміту Юн на спільній прес-конференції з Зеленським оголосив про плани розширення допомоги Україні, але не згадував про постачання зброї. Зеленський подякував Юну за його «тверду підтримку суверенітету та територіальної цілісності України» та «значну політичну, безпекову, економічну та гуманітарну допомогу», яку вона надала з початку вторгнення Росії.

### Допомога Україні
Юн сказав, що Південна Корея також надасть гуманітарну допомогу на суму 150 мільйонів доларів цього року (2023), порівняно зі 100 мільйонами доларів минулого року (2022). Він також сказав, що Південна Корея та Зеленський домовилися співпрацювати у зусиллях із відновлення України після війни. Сеул і Зеленський заявили, що створять стипендіальний фонд для розширення допомоги українським студентам.

## Міжнародна реакція
На прес-конференції 17 липня 2023 року прессекретар Держдепартаменту США Метью Міллер сказав: «Ми вітаємо цей візит. Ми вітали висловлення підтримки президентом».